# Live at Monsters of Rock
«Live at Monsters of Rock» — концертный альбом ирландского гитариста и певца Гэри Мура, изданный в 2003 году.

## Об альбоме
Концерт был записан 21 мая 2003-го года во время концерта на Sheffield Arena в Шеффилде, в ходе совместного с «Whitesnake» одноимённого названия  — «Monsters of Rock». Помимо обычного CD-издания, видеозапись концерта выходила на DVD-диске, где дополнительно присутствует интервью музыканта. Кроме того, ограниченным тиражом был выпущен комплект, состоящий из двух дисков (CD и DVD) с аудио и видео-версиями шеффилдского концерта.
Компанию на сцене Муру составляли музыканты его недолговечного проекта Scars: басист Кэсс Льюис из «Skunk Anansie» и барабанщик Дэррин Муни из «Primal Scream». Музыкальный материал пластинки, помимо песен собственно Мура, содержал несколько треков из репертуара Scars, а также кавер-версии «Free» и «The Yardbirds».

## Список композиций
| №   | Название                | Автор(ы)                                          | Длительность |
| --- | ----------------------- | ------------------------------------------------- | ------------ |
| 1.  | «Shapes of Things»      | Пол Самвелл-Смит, Кит Релф, Джим Маккарти         | 5:00         |
| 2.  | «Wishing Well»          | Пол Роджерс, Саймон Кирк, Пол Кософф, Тэцу Ямаути | 4:33         |
| 3.  | «Rectify»               | Гэри Мур, Кэсс Льюис, Дэррин Муни                 | 5:09         |
| 4.  | «Guitar Intro»          | Мур                                               | 2:16         |
| 5.  | «Stand Up»              | Мур, Льюис, Муни                                  | 6:08         |
| 6.  | «Just Can't Let You Go» | Мур                                               | 9:22         |
| 7.  | «Walking by Myself»     | Джимми Роджерс                                    | 4:52         |
| 8.  | «Don't Believe a Word»  | Фил Лайнотт                                       | 7:15         |
| 9.  | «Out in the Fields»     | Мур                                               | 8:50         |
| 10. | «Parisienne Walkways»   | Мур, Лайнотт                                      | 9:22         |

## Участники записи
- Гэри Мур — основной вокал, гитара, микширование, продюсер
- Кэсс Льюис — бас-битара, бэк-вокал
- Дэррин Муни — ударные
- Крис Цангаридес — звукоинженер, микширование, продюсер
- Уилл Шапленд — звукоинженер
- Иэн Купер — мастеринг